# Drama League Awards
Les Drama League Awards, créés en 1922, récompensent des productions et des spectacles de Broadway et Off-Broadway, en plus de reconnaître des réalisations professionnelles exceptionnelles dans le domaine du théâtre, du théâtre musical et de la mise en scène. Chaque année en mai, les récompenses sont présentées par la Drama League lors de remise des prix annuel en présence d'artistes, de réalisateurs, de producteurs et de membres de la Drama League. Les membres de la Drama League regroupent l'ensemble de la communauté théâtrale, y compris des acteurs primés, des concepteurs, des metteurs en scène, des dramaturges, des producteurs, des vétérans de l'industrie, des critiques et des publics de théâtre de tous les États-Unis,.
Les Drama League Awards sont les plus anciennes distinctions honorant le théâtre en Amérique du Nord. Les récompenses ont été établies en 1922 et officialisées en 1935,. Katharine Cornell a reçu le premier prix en 1935, pour Distinguished Performance. Cinq prix compétitifs sont présentés: Production exceptionnelle d'une pièce de théâtre (Outstanding Production of a Play), Production exceptionnelle d'une comédie musicale (Outstanding Production of a Musical), Exceptionnelle reprise d'une pièce de théâtre (Outstanding Revival of a Play), Exceptionnelle d'une comédie musicale (Outstanding Revival of a Musical) et Prix d'interprétation distinguée (Distinguished Performance Award). Le Distinguished Performance Award récompense un artiste chaque année et le lauréat ne peut recevoir ce prix qu'une fois dans sa carrière. La Ligue d'art dramatique décerne également trois distinctions spéciales à la cérémonie de remise des prix: Réalisation remarquable dans un théâtre musical (Distinguished Achievement in Musical Theater), contribution unique au théâtre (Unique Contribution to the Theater) et Prix du fondateur pour l'excellence en réalisation (The Founders Award for Excellence in Directing),.

## Liste des gagnants
Gagnants 2018–2019
- Bryan Cranston pour Network – Distinguished Performance Award
- Hadestown – Outstanding Production of a Musical
- The Ferryman – Outstanding Production of a Play
- Kiss Me, Kate – Outstanding Revival of a Musical
- The Waverly Gallery – Outstanding Revival of a Play
- Kelli O'Hara – Distinguished Achievement in Musical Theatre Award
- Taylor Mac – Unique Contribution to the Theatre
- Alex Timbers – Founders Award for Excellence in Directing

Gagnants 2017–2018
- Glenda Jackson pour Three Tall Women – Distinguished Performance Award
- The Band's Visit – Outstanding Production of a Musical
- Harry Potter and the Cursed Child – Outstanding Production of a Play
- My Fair Lady – Outstanding Revival of a Musical
- Angels in America – Outstanding Revival of a Play
- Idina Menzel – Distinguished Achievement in Musical Theatre Award
- National Endowment for the Arts – Unique Contribution to the Theatre
- Casey Nicholaw – Founders Award for Excellence in Directing

Gagnants 2016–2017
- Ben Platt pour Dear Evan Hansen – Distinguished Performance Award
- Dear Evan Hansen – Outstanding Production of a Musical
- Oslo – Outstanding Production of a Play
- Hello, Dolly! – Outstanding Revival of a Musical
- Jitney – Outstanding Revival of a Play
- Bette Midler – Distinguished Achievement in Musical Theatre Award
- Bill Berloni – Unique Contribution to the Theatre
- Michael Greif – Founders Award for Excellence in Directing

Gagnants 2015–2016
- Lin-Manuel Miranda pour Hamilton – Distinguished Performance Award
- Hamilton – Outstanding Production of a Musical
- The Humans – Outstanding Production of a Play
- The Color Purple – Outstanding Revival of a Musical
- A View from the Bridge – Outstanding Revival of a Play
- Sheldon Harnick – Distinguished Achievement in Musical Theatre Award
- Deaf West Theatre – Unique Contribution to the Theatre
- Ivo van Hove – Founders Award for Excellence in Directing

Gagnants 2014–2015
- Chita Rivera pour The Visit – Distinguished Performance Award
- An American in Paris – Outstanding Production of a Musical
- The Curious Incident of the Dog in the Night-Time – Outstanding Production of a Play
- The King and I – Outstanding Revival of a Musical
- You Can't Take It with You – Outstanding Revival of a Play
- Joel Grey – Distinguished Achievement in Musical Theater Award
- Neal Shapiro et David Horn – Unique Contribution to the Theater Award
- Stephen Daldry – Founders Award for Excellence in Directing

Gagnants 2013–2014
- Neil Patrick Harris pour Hedwig and the Angry Inch – Distinguished Performance Award
- A Gentleman's Guide to Love and Murder – Outstanding Production of a Musical
- All the Way – Outstanding Production of a Play
- Hedwig and the Angry Inch – Outstanding Revival of a Musical
- The Glass Menagerie – Outstanding Revival of a Play
- Barbara Cook – Distinguished Achievement in Musical Theatre Award
- Key Brand Entertainment/Broadway Across America: John Gore – Unique Contribution to the Theatre Award
- John Tiffany – The Founders Award for Excellence in Directing

Gagnants 2012–2013
- Nathan Lane pour The Nance – Distinguished Performance Award
- Vanya and Sonia and Masha and Spike – Outstanding Production of a Play
- Kinky Boots – Outstanding Production of a Musical
- Who's Afraid of Virginia Woolf? – Outstanding Revival of a Play
- Pippin – Outstanding Revival of a Musical
- Bernadette Peters – Distinguished Achievement in Musical Theatre Award (présenté par Joel Grey)
- Madison Square Garden Entertainment & the Rockettes – Unique Contribution to the Theatre Award (présenté par Tommy Tune)
- Jerry Mitchell – The Founders Award for Excellence in Directing (présenté par Cyndi Lauper)

Gagnants 2011–2012
- Audra McDonald pour Porgy and Bess – Distinguished Performance Award
- Other Desert Cities – Outstanding Production of a Play
- Death of a Salesman – Outstanding Revival of a Play
- Once – Outstanding Production of a Musical
- Follies – Outstanding Revival of a Musical
- Alan Menken – Distinguished Achievement in Musical Theatre Award
- Rosie O'Donnell – Unique Contribution to the Theatre Award
- Diane Paulus – The Founders Award for Excellence in Directing (formerly the Julia Hansen Award)

Gagnants 2010–2011
- Mark Rylance pour Jerusalem et La Bête – Distinguished Performance Award
- War Horse – Outstanding Production of a Play
- The Book of Mormon – Outstanding Production of a Musical
- The Normal Heart – Outstanding Revival of a Play
- Anything Goes – Outstanding Revival of a Musical
- Whoopi Goldberg – Unique Contribution to the Theatre Award
- Liza Minnelli – Distinguished Achievement in Musical Theatre Award
- Susan Stroman – Founders Award for Excellence in Directing.

Gagnants 2009–2010
Source: Playbill.com
- Alfred Molina pour Rouge (Red) – Distinguished Performance Award
- Sondheim on Sondheim – Outstanding Production of a Musical
- Rouge (Red) – Outstanding Production of a Play
- La Cage aux Folles – Outstanding Revival of a Musical
- A View from the Bridge – Outstanding Revival of a Play
- Nathan Lane – Distinguished Achievement in Musical Theatre Award
- Kenny Leon – Founders Award for Excellence in Directing
- Macy's Parade et Entertainment Group – Unique Contribution to the Theatre

Gagnants 2008–2009
- Geoffrey Rush pour Exit the King – Distinguished Performance Award
- God of Carnage, par Yasmina Reza – Outstanding Production of a Play
- Billy Elliot, the Musical, Musiques d'Elton John; Livre et paroles de Lee Hall – Outstanding Production of a Musical
- Blithe Spirit, par Noël Coward – Outstanding Revival of a Play
- Hair, Musiques par Galt MacDermot; Livret et paroles par Gerome Ragni, James Rado – Outstanding Revival of a Musical
- Elton John – Distinguished Achievement in Musical Theatre Award
- Arthur Laurents – Founders Award for Excellence in Directing
- Angela Lansbury – Unique Contribution to the Theatre
- Herb Blodgett – The 75th Anniversary Leadership Award

Gagnants 2007–2008
Source:Variety
- Patti LuPone pour Gypsy – Distinguished Performance Award
- August: Osage County par Tracy Letts – Outstanding Production of a Play
- A Catered Affair, Livret de Harvey Fierstein; Musiques et paroles de John Bucchino – Outstanding Production of a Musical
- Macbeth de William Shakespeare – Outstanding Revival of a Play
- South Pacific, Livret de Joshua Logan et Oscar Hammerstein II, Musique de Richard Rodgers; Paroles de Oscar Hammerstein II – Outstanding Revival of a Musical
- Paul Gemignani – Distinguished Achievement in Musical Theatre Award
- Bartlett Sher – Founders Award for Excellence in Directing
- Ellen Stewart – Unique Contribution to the Theatre

Gagnants 2006–2007
- Liev Schreiber pour Talk Radio et Macbeth – Distinguished Performance Award
- The Coast of Utopia – Outstanding Production of a Play
- Spring Awakening – Outstanding Production of a Musical
- Journey's End – Outstanding Revival of a Play
- |Company – Outstanding Revival of a Musical
- John Kander et Fred Ebb – Distinguished Achievement in Musical Theatre
- Michael Mayer – Founders Award for Excellence in Directing
- Broadway Cares/Equity Fights Aids – Unique Contribution to the Theatre

Gagnants 2005–2006
- Christine Ebersole pour Grey Gardens – Distinguished Performance Award
- The History Boys – Outstanding Production of a Play
- Jersey Boys – Outstanding Production of a Musical
- Awake and Sing! – Outstanding Revival of a Play
- Sweeney Todd – Outstanding Revival of a Musical
- Patti LuPone – Distinguished Achievement in Musical Theatre
- Marian Seldes – Unique Contribution to the Theatre
- Des McAnuff- Founders Award for Excellence in Directing

Gagnants 2004–2005
- Norbert Leo Butz pour Dirty Rotten Scoundrels – Distinguished Performance Award
- Doubt – Outstanding Production of a Play
- Dirty Rotten Scoundrels – Outstanding Production of a Musical
- Twelve Angry Men – Outstanding Revival of a Play
- La Cage aux Folles – Outstanding Revival of a Musical
- BMI Musical Theatre Workshop – Distinguished Achievement in Musical Theatre
- The Billy Rose Theatre Collection at the New York Public Library at Lincoln Center – Unique Contribution to the Theatre
- Mike Nichols – Founders Award for Excellence in Directing

Gagnants 2003–2004
- Hugh Jackman pour The Boy from Oz– Distinguished Performance Award
- I Am My Own Wife – Outstanding Production of a Play
- Wicked – Outstanding Production of a Musical
- Henry IV – Outstanding Revival of a Play
- Assassins – Outstanding Revival of a Musical
- Donna Murphy – Distinguished Achievement in Musical Theatre
- City Center Encores – Unique Contribution to the Theatre
- George C. Wolfe – Founders Award for Excellence in Directing

Gagnants 2002–2003
- Harvey Fierstein pour Hairspray – Distinguished Performance Award
- Take Me Out – Outstanding Production of a Play
- Hairspray – Outstanding Production of a Musical
- A Day in the Death of Joe Egg – Outstanding Revival
- Twyla Tharp – Distinguished Achievement in Musical Theatre
- Roundabout Theatre Company : Todd Haimes – Unique Contribution to the Theatre
- Joe Mantello – Founders Award for Excellence in Directing

Gagnants 2001–2002
- Metamorphoses – Outstanding Production of a Play
- Urinetown – Outstanding Production of a Musical
- The Crucible – Outstanding Revival
- Liam Neeson pour The Crucible – Distinguished Performance Award
- Elaine Stritch – Distinguished Achievement in Musical Theatre
- Julia Hansen – Unique Contribution to the Theatre
- Sir Richard Eyre – Founders Award for Excellence in Directing

Gagnants 2000–2001
- Proof – Outstanding Production of a Play
- The Producers – Outstanding Production of a Musical
- One Flew Over the Cuckoo's Nest – Outstanding Revival
- Mary-Louise Parker pour Proof et Gary Sinise pour One Flew Over the Cuckoo's Nest – Distinguished Performance Award
- Susan Stroman – Distinguished Achievement in Musical Theatre
- Steppenwolf Theatre Company : Terry Kinney, Jeff Perry, Gary Sinise – Unique Contribution to the Theatre
- Jack O'Brien – Founders Award for Excellence in Directing

Gagnants 1999–2000
- Copenhagen – Outstanding Production of a Play
- Contact – Outstanding Production of a Musical
- Kiss Me, Kate – Outstanding Revival
- Eileen Heckart pour The Waverly Gallery – Distinguished Performance Award
- Audra McDonald – Distinguished Achievement in Musical Theatre
- Actors Theatre of Louisville : Jon Jory – Unique Contribution to the Theatre
- Daniel Sullivan – Founders Award for Excellence in Directing

Gagnants 1998–1999
- Wit – Outstanding Production of a Play
- Fosse – Outstanding Production of a Musical
- Death of a Salesman – Outstanding Revival
- Kathleen Chalfant pour Wit – Distinguished Performance Award
- Ann Reinking et Gwen Verdon – Distinguished Achievement in Musical Theatre
- Sir David Hare – Unique Contribution to the Theatre

Gagnants 1997–1998
- The Beauty Queen of Leenane – Outstanding Production of a Play
- Ragtime – Outstanding Production of a Musical
- Cabaret – Outstanding Revival
- Brian Stokes Mitchell pour Ragtime – Distinguished Performance Award
- Julie Taymor – Distinguished Achievement in Musical Theatre
- The Brooklyn Academy of Music: Harvey Lichtenstein – Unique Contribution to the Theatre

Gagnants 1996–1997
- The Last Night of Ballyhoo – Outstanding Production of a Play
- The Life – Outstanding Production of a Musical
- Chicago – Outstanding Revival
- Charles Durning pour The Gin Game et Bebe Neuwirth pour Chicago – Distinguished Performance Award
- Gerard Alessandrini – Distinguished Achievement in Musical Theatre
- Jason Robards – Unique Contribution to the Theatre

Gagnants 1995–1996
- Seven Guitars – Outstanding Production of a Play
- Rent – Outstanding Production of a Musical
- A Delicate Balance – Outstanding Revival
- Uta Hagen pour Mrs. Klein – Distinguished Performance Award
- George C. Wolfe – Distinguished Achievement in Musical Theatre
- The 42nd Street Development Project, The New 42nd Street, The Walt Disney Company, Livent – Unique Contribution to the Theatre